# 小行星3680
小行星3680（英語：3680 Sasha）是一颗围绕太阳公转的小行星。1987年6月28日，埃莉諾·赫琳在帕洛马山发现了此天体。
这颗小行星的绝对星等为95.57515843257337等。